# Daniza Ilitsch

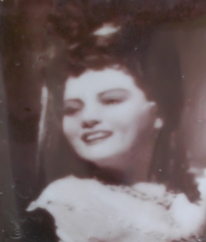
Daniza Ilitsch

Daniza Ilitsch, geboren als Danica Ilić (* 21. Februar 1914 in Belgrad, Königreich Serbien; † 15. Januar 1965 in Wien, Österreich) war eine jugoslawische Opern- und Liedersängerin (Sopran).

## Leben

### Laufbahn
Danica Ilić absolvierte ihr Gesangsstudium als lyrisch-dramatischer Sopran am Kornelije Stanković-Konservatorium in Belgrad und danach in Berlin. Sie debütierte am 6. November 1936 an der Staatsoper Unter den Linden in Berlin als Nedda in Leoncavallos „Pagliacci“ und trat dort bis 1939 auf. 1938 sang sie erstmals an der Wiener Staatsoper, wo sie sehr beliebt und bis 1951 Mitglied des Ensembles war.
Während des Zweiten Weltkriegs stand Daniza Ilitsch dem anti-nazistischen österreichischen Untergrund nahe, was sie gegen Kriegsende beinahe ihr Leben kostete. Sie und ihre Schwester Rada versteckten den in Wien geborenen Juden und britischen Staatsbürger Kurt Erich Glauber, der für den britischen Geheimdienst MI6 arbeitete, nahezu ein halbes Jahr in ihrer Wohnung. Als Glauber im Januar 1945 zu einem Spaziergang die Wohnung verließ, wurde er aufgegriffen (und später, wahrscheinlich am 1. April 1945, im KZ Mauthausen ermordet). Gestapo-Leute holten die beiden Schwestern noch in der gleichen Nacht aus ihrer Wohnung zum Verhör und zur anschließenden Einweisung in ein KZ-Außenlager bei Wien. Die beiden überlebten, da Wien bereits im April von sowjetischen Truppen erobert wurde.
Schon sechs Wochen nach ihrer Befreiung aus dem Gestapo-Lager sang Daniza Ilitsch die Cio-Cio-San in Puccinis „Madama Butterfly“ in der Wiener Staatsoper, wo sie mit stehendem Beifall gefeiert wurde. Wien blieb in den ersten Nachkriegsjahren und dann wieder ab 1948 Zentrum ihres künstlerischen Lebens. Sie sang in der Staatsoper, der Volksoper und im Theater an der Wien.
Schon bald wurde sie von der Metropolitan Opera in New York umworben, um Zinka Milanov zu ersetzen, die die Met für die Spielzeiten 1947/48 und 1948/49 verlassen wollte. An der Met sang Ilitsch während der zwei Spielzeiten 1946/47 und 1947/48, gab ihr New Yorker Debüt allerdings erst am 12. März 1947 als Desdemona in Verdis „Otello“. Mit der Met sang sie auch die Cio-Cio-San, die Amelia in Verdis „Un ballo in maschera“, die Aida, die Leonora in „Il trovatore“ und Ponchiellis „La Gioconda“. (Im Sommer 1947 sang sie in mehreren Opern in der Ópera Nacional in Mexiko-Stadt.) Aus ihrer Zeit an der Met stammen Schallplattenaufnahmen von Arien und von Duetten mit Kurt Baum und Richard Tucker, jeweils mit dem Metropolitan Opera Orchester unter Max Rudolf, sowie vollständige Aufnahmen und Highlights-Versionen von „La Bohème“ und „Madama Butterfly“. Auch die Rundfunkübertragung des „Ballo in Mascera“ von 1947 aus der Met mit Jan Peerce und Leonard Warren wurde als Schallplatte und später auch auf Compact Disc herausgebracht.
Ihre Kritiken aus dieser Zeit waren nicht ohne Tadel, insbesondere hinsichtlich ihrer nicht immer perfekten Technik, ihrer mangelnden schauspielerischen Darstellungskraft und ihrer wenig ansprechenden, kleinen und gedrungenen Erscheinung. Im Frühjahr 1948 kam ihr Engagement an der Met zu einem abrupten Ende: Während einer Aufführung der Aida brach ihre Stimme im Dritten Akt beim Hohen C in der Arie „O patria mia“. Im nächsten Akt sang bereits eine Einspringerin. Inwieweit gesundheitliche Probleme, zurückzuführen auf die schweren Monate im KZ, eine Rolle spielten, ist nicht bekannt.
Ilitsch kehrte nach Wien zurück, wo sie noch bis 1954 an der Staatsoper große Erfolge hatte. Als Interpretin der Rollen des lyrisch-dramatischen italienischen Faches war sie auch international weiterhin geschätzt, aber eine gefragte Diva wurde sie nicht mehr. Gastspiele führten sie nach Deutschland, Italien, in die Tschechoslowakei, nach Südafrika, Südamerika und in die USA. Ihre Hauptrollen waren die Aida, die Amelia, die Butterfly, die Santuzza in Mascagnis „Cavalleria rusticana“, die Nedda, die Turandot und die Tosca von Puccini, die Marie in Smetanas „Verkaufter Braut“ und die Giulietta in Offenbachs „Hoffmanns Erzählungen“. 1950 sang sie beim Maggio Musicale Fiorentino in Florenz die Chrysothemis in „Elektra“ von Richard Strauss und gastweise am Teatro Comunale in Bologna die Turandot, 1951 die gleiche Rolle im Royal Opera House in Covent Garden in London.
1955 wurde sie bei einem Rezital in New York, bei dem sie Lieder von Johannes Brahms, Franz Schubert, Hugo Wolf, Petar Konjović und Jakov Gotovac sang, vom Publikum, das sich ihrer erinnerte, warm empfangen. 1957 gab sie ein Konzert in Los Angeles, und 1958 gastierte sie noch am Stadttheater in Graz.

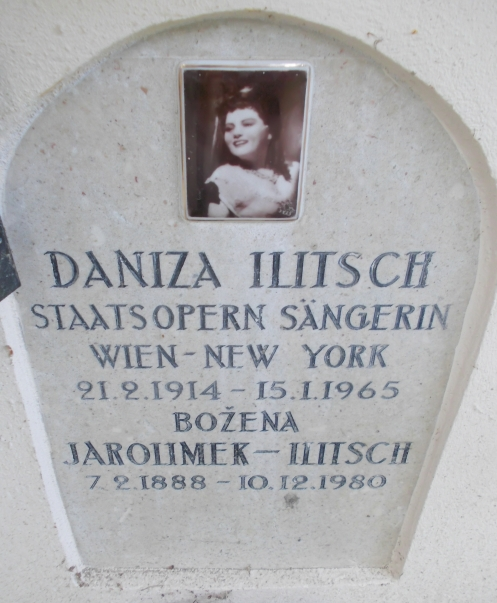
Grabstätte Daniza Ilitsch

### Ende
Eine ernste Krankheit beendete 1959 ihre künstlerische Laufbahn. Sie ging wieder nach Wien und lebte dort weitgehend zurückgezogen. Sie starb am 17. Januar 1965, wenige Wochen vor Vollendung ihres 51. Lebensjahres. Ihr Grab befindet sich auf dem Friedhof der Feuerhalle Simmering (Abt. ML, Gruppe 184, Nummer 6) in Wien.
Im einstigen Jugoslawien und im heutigen Serbien wurde und wird sie kaum je erwähnt, obwohl sie die außerhalb Serbiens möglicherweise bekannteste serbische Opernsängerin war.